# Edgar Mittelholzer
Edgar Austin Mittelholzer, más conocido como Edgar Mittelholzer (Nueva Ámsterdam, Guyana, 16 de diciembre de 1909-Farnham, Surrey, Reino Unido, 5 de mayo de 1965) fue un novelista guyanés, el más joven de la región de las Indias Occidentales. Acabó estableciéndose en Europa obteniendo un público significativo. Mittelholzer, que se ganaba la vida prácticamente escribiendo ficción, está considerado el primer novelista profesional de la zona del Caribe de habla inglesa. Sus novelas incluyen personajes y situaciones de una gran variedad de zonas caribeñas, y ambientadas desde los inicios de la colonización europea hasta el siglo XX. Cuenta con secciones de los grupos étnicos y las diversas clases sociales, tratando temas de interés histórico, político, psicológico y moral. Mitelholzer es el novelista más prolífico que ha producido el Caribe. Se suicidó en Inglaterra el 5 de mayo de 1965.

## Biografía

### Primeros años
Edgar Mittelholzer nació en Nueva Ámsterdam, la segunda ciudad más grande de Guyana, hijo de William Austin Mittelholzer y de Rosamond Mabel, apellidada Leblanc de nacimiento. De ascendencia mixta, tenía antepasados de Suiza, Francia, Gran Bretaña y África. Fue educado en la Berbice High School y parece haber reaccionado contra su entorno colonial de clase media, ya en una edad precoz. Trabajó en diversos puestos de categoría media mientras empezaba a escribir y publicar sus trabajos a nivel local. Su primera publicación fue Chips Criollos  (1937).
El relato Corentyne Thunder marcó el nacimiento de la novela en Guyana. Fue escrito en 1938 cuando Mittelholzer tenía 29 años, dedicándose a trabajos ocasionales en Nueva Ámsterdam. El manuscrito fue enviado a Inglaterra pero tuvo una repercusión reducida hasta que, finalmente, encontró un editor, Eyre & Spottiswoode, en 1941.
En diciembre de 1941, Mittelholzer dejó Guyana para trasladarse a la colonia británica de isla Trinidad como recluta en la Trinidad Royal Volunteer Naval Reserve durante la Segunda Guerra Mundial. Recuerda su servicio en el ejército como una de sus peores y más desagradables etapas de su vida. Eximido por razones médicas en agosto de 1942, se decicó a hacer de Trinidad su casa, casándose con la trinitense Roma Halfhide en marzo de 1942.

### Traslado a Inglaterra
En 1947, Mittelholzer decidió trasladarse a Inglaterra, convencido de que sólo si iba allí tendría una posibilidad de tener éxito como escritor. Hasta entonces había mantenido a su familia con trabajos ocasionales, como de recepcionista en el hotel Queen's Park o como empleado en la Junta de Planificación de Vivienda. Navegó hasta Inglaterra con su mujer y su hija en 1948, completando el manuscrito de A morning at the office with him (Una Mañana en la Oficina con él).
En Londres, Mittelholzer encontró trabajó en el Departamento de Libros del Consejo Británico como mecanógrafo. A través de un compañero del trabajo, conoció a Leonard Woolf en junio de 1949, y el resultado fue la publicación en 1950 por la Hogarth Press de A morning at the office (Una mañana en la oficina), y el comienzo, como piensan algunos críticos de The great decade of the west indian novel (La década grande de la novela india del oeste). Peter Nevill publicó su tercera novela, Shadows Move Among Them, (Movimiento de Sombras entre ellos), en abril de 1951, y en 1952 se editó el primer volumen de Mittelholzer de la épica historia Children of Kaywana (Niños de Kaywana). Tras su aparición y a pesar de malas crítcas, Mittelholzer tomó la decisión crucial de dejar su trabajo en el Consejo Británico para dedicarse completamente a la escritura. Fue colaborador del programa de radio de la BBC, Caribbean Voices (Voces de Caribe).
En mayo de 1952,  le fue concedida una Beca Guggenheim para Escritura Creativa. Decidió pasar el año en Montreal  para dedicar su tiempo allí a acabar el segundo volumen de la trilogía de Kaywana. El largo invierno de Canadá de 1952-1953 le hizo decidir trasladarse a Barbados con su mujer y sus cuatro hijos, y pasó los siguientes tres años en las Indias Occidentales. Durante ese tiempo completó The life and death of Sylvia (La vida y muerte de Sylvia), el segundo volumen de la trilogía, The harrowing of Hubertus (El horror de Hubertus) y su aterradora historia de fantasmas, Mi bones and my flute (Mis huesos y mi flauta). También utilizó este género en barbadense en otras cuatro novelas.
En mayo de 1956, Mittelholzer regresó a Inglaterra. Su matrimonio se deterioraba gravemente hasta que finalmente se divorció en mayo de 1959 de su mujer, que recibió la custodia de sus cuatro hijos. En agosto de 1959, en el taller de escritores conoció a Jacqueline Pointer con la que se casó en abril de 1960.
Mittelholzer publicó al menos una novela al año entre 1950 y 1965 (exceptuando 1964). El tercer libro de su trilogía, Kaywana blood (Sangre Kaywana) se publicó en 1958. Había dejado de usar a su agente habitual y prefirió gestionar sus libros él mismo. Al principio esto parecía sensato y, en 1952, se asoció con Secker & Warburg con una duración de nueve años y trece libros. Sin embargo, en 1961  hubo un enfrentamiento sobre The piling of the clouds (Acumulación de nubes), que se negaron a asumir ya que la consideraron pornográfica. La novela fue rechazada por cinco casas editoriales antes de que la editorial G. P. Putnam's Sons publicase en 1961, The wounded and the worried (El herido y el preocupado) y en 1963 su autobiografía, A Swarthy Boy (Un chico moreno). Un prometido segundo volumen nunca se materializó tras romper también sus relaciones con Putnam.
Los problemas de Mittelholzer fueron creciendo y las opiniones hacia su trabajo cada vez eran más críticas. Llegó a adquirir la reputación de ser un autor problemático y, tras 1961, se dice que vivió bajo una nube oscurecida -Jacqueline Mittelholzer, The idyll and the warrior (El Idilio y el Guerrero), p. 86-. Se sentía perseguido, convencido de que las críticas hacia sus libros estaban dañando su reputación literaria e interfiriendo con la publicación de su obra. The aloneness of Mrs. Chatham (La soledad de la señora Chatham), por ejemplo, llegó a ser rechazada por catorce editores.
Las dificultades que encontró para conseguir publicar hacia el final de su vida afectaron seriamente a Mittelhozer. Tenía problemas económicos para mantener a su primera esposa y a sus hijos, así como a su segunda esposa e hijo.
Mittelholzer se quitó la vida cerca de Farnham, Surrey, Inglaterra, el 5 de mayo de 1965.

## Legado
La cátedra de Edgar Mittelholzer fue iniciada por A. J. Seymour dos años después de la muerte de Mittelholzer, y más tarde se llevó a cabo de forma esporádica. En la actualidad se adjudica anualmente bajo los auspicios del Departamento de Cultura. En palabras de Guyana Chronicle: "Este ciclo de conferencias conmemorativo, como el Premio Guyana de Literatura, es único en todo el Caribe donde es visto como un reconocimiento de bienvenida de las artes, el artista y el logro artístico. Siempre que sea posible, por lo tanto, a un distinguido guyanés se le identificará y se le pedirá que pronuncie la Conferencia Mittelholzer Memorial, considerada con distinción entre toda la comunidad literaria, incluidos estudiosos y académicos, considerando que es un aspecto de orden".